# 디-톡스
《디-톡스》(Eye See You)는 독일에서 제작된 짐 길레스피 감독의 2002년 범죄, 공포, 미스터리, 스릴러 영화이다. 실베스터 스탤론 등이 주연으로 출연하였고 카렌 케헬라 등이 제작에 참여하였다.
하워드 스윈들이 쓴 1999년 소설 Jitter Joint에 기반을 두고 있다.

## 출연

### 주연
- 실베스터 스탤론
- 찰스 듀튼
- 폴리 워커

### 조연
- 안젤라 알바라도
- 톰 베린저
- 숀 패트릭 프레너리
- 크리스토퍼 풀포드

## 기타
- 제작총괄: 모린 페이롯
- 협력프로듀서: 케빈 킹 템플리턴
- 미술: 게리 위즈너
- 의상: 캐서린 아데어
- 배역: 앤 맥카시
- 배역: 마리 베뉴